# Cabeçudo (ave)
O cabeçudo (Leptopogon amaurocephalus) é uma espécie de ave da família Tyrannidae. Também conhecido como abre-cabeçudo, papa-mosca-de-capuz e urí (RJ). Destaca-se das demais aves do interior das matas por possuir uma área negra nos lados da cabeça, semelhante a uma orelha.Pode ser encontrada nos seguintes países: Argentina, Belize, Bolívia, Brasil, Colômbia, Costa Rica, Equador, Guiana Francesa, Guatemala, Guiana, Honduras, México, Nicarágua, Panamá, Paraguai, Peru, Suriname e Venezuela.

## Características
Pousa ereto ou levemente inclinado para cima. Não é observado em áreas abertas ou fora da vegetação densa. Seu chamado, alto e característico, parece vir de uma ave muito maior. Não é uma ave tímida, mas a coloração geral verde garrafa, com lavado de amarelo na barriga, torna difícil distingui-la no meio das folhagens.

## Habitat
Os seus habitats naturais são: florestas subtropicais ou tropicais húmidas de baixa altitude e florestas secundárias altamente degradadas.